# Jerzy Janowicz
Jerzy Filip Janowicz (Łódź, 13 novembre 1990) è un ex tennista e allenatore di tennis polacco, attuale allenatore del tennista polacco Kacper Żuk.

## Caratteristiche tecniche
Basa il suo gioco su servizio e diritto molto potenti, con il servizio ha un record di 251 km/h. Gioca il rovescio a due mani. Con 203 centimetri è uno dei tennisti più alti in circolazione.

## Biografia
Nato a Lodz, nella Polonia centrale, i suoi genitori Jerzy senior e Anna Szalbot, sono due ex giocatori professionisti di pallavolo, militanti anche nella nazionale polacca. Jerzy riceve in regalo la sua prima a racchetta a 2 anni ed inizia a giocare a 5 anni dimostrando di avere in dote un talento purissimo. I suoi genitori, pur di sostenerlo, scelgono di vendere la propria casa e sei negozi di proprietà che portano loro maggior guadagni, il tutto per le scarse risorse a disposizione della Federazione polacca utili a sostenere Jerzy.

## Carriera nel tennis

### Juniores
A livello giovanile ottiene brillanti risultati raggiungendo la finale agli US Open 2007 dove viene sconfitto da Ričardas Berankis e la semifinale all'Orange Bowl dello stesso anno persa contro Grigor Dimitrov, risultati con cui raggiunge la 5ª posizione nel ranking di categoria nel gennaio 2008. Quell'anno perde la finale al Roland Garros contro Tsung-hua Yang.

### 2007-2008, inizi tra i professionisti e primi titoli ITF
Fa le sue prime due apparizioni tra i professionisti in tornei Futures nel 2007. All'esordio stagionale nel 2008 debutta in un torneo dell'ATP Challenger Tour a Breslavia e al primo turno elimina il nº 45 del mondo Nicolas Mahut, primo top 100 sconfitto in carriera. A marzo alza il primo trofeo da professionista con il successo su Andrea Stoppini nella finale del Futures Switzerland F3. A giugno fa il suo esordio nel circuito maggiore con una wild card a Varsavia e perde al primo turno. Il mese dopo debutta nella squadra polacca di Coppa Davis sconfiggendo Max Mirny nella sfida vinta 4-1 contro la Bielorussia e perde il secondo ininfluente incontro. Ad agosto vince il primo titolo in doppio al Futures Poland F5 di Olsztyn e nel corso della stagione ne vince altri due in singolare. A settembre disputa per la prima volta la semifinale in un Challenger a Stettino.

#### 2012: top 30, finale al Masters di Parigi
Al torneo di Wimbledon supera le qualificazioni e si spinge fino al terzo turno del tabellone principale eliminando in successione l'altro qualificato Simone Bolelli e Ernests Gulbis prima di perdere in cinque set contro Florian Mayer. In novembre supera le qualificazioni del Paris Masters di Parigi-Bercy e diventa la sorpresa del torneo, raggiungendo la finale dopo aver sconfitto una serie di avversari più quotati, come il top-20 Philipp Kohlschreiber, la 13º testa di serie Marin Čilić, il nº 3 del mondo Andy Murray (primo top 10 sconfitto in carriera), il nº 9 Janko Tipsarević e in semifinale l'ex top ten Gilles Simon. In finale viene sconfitto dal nº 5 al mondo David Ferrer in due set. Grazie a questo traguardo Janowicz guadagna 43 posizioni nel ranking e si porta alla 26ª.

#### 2013: semifinale a Wimbledon
All'Australian Open 2013 supera Simone Bolelli e Somdev Devvarman ed esce al terzo turno per mano di Nicolás Almagro. Agli Internazionali d'Italia 2013 arriva ai quarti di finale, battendo i top 10 Jo-Wilfried Tsonga ai sedicesimi e poi Richard Gasquet agli ottavi, e cede a Roger Federer con il punteggio di 4-6 6-7.
Al Roland Garros perde al terzo turno contro Stanislas Wawrinka per 3-6, 7-5, 3-6, 3-6. A Wimbledon si presenta come 24ª testa di serie, e raggiunge inaspettatamente le semifinali diventando la sorpresa del torneo. Viene sconfitto in quattro set dal vincitore del torneo Andy Murray dopo che si era aggiudicato il primo set.

#### 2014–2015: due finali ATP, titolo all'Hopman Cup e infortunio al ginocchio
A febbraio perde in semifinale contro Richard Gasquet a Montpellier ed esce nei quarti al successivo ATP 500 di Rotterdam per mano di Tomaz Berdych. Sconfitto al terzo turno a Wimbledon da Tommy Robredo, perde 26 posizioni nel ranking e scende alla 51ª. Ad agosto sconfigge il nº 8 del mondo Grigor Dimitrov al Cincinnati Open e viene eliminato al terzo turno. Raggiunge la seconda finale ATP in carriera al successivo ATP 250 di Winston-Salem e viene sconfitto da Lukas Rosol 3-6, 7-6, 7-5 dopo aver sprecato due match-ball. A settembre esce nei quarti di finale a Metz.
Inizia la stagione 2015 conquistando l'Hopman Cup insieme ad Agnieszka Radwańska. A febbraio raggiunge la finale all'ATP 250 di Montpellier e si ritira dopo appena tre game contro Richard Gasquet. Il finale di stagione è caratterizzato da un infortunio ai legamenti del ginocchio che condizionerà il prosieguo della carriera. Continua comunque a giocare e a ottobre perde in finale al Challenger di Orléans contro Jan-Lennard Struff. Al successivo ATP 500 di Vienna supera il nº 19 del mondo Dominic Thiem ed esce di scena al secondo turno.

#### 2016: problemi fisici, ritorno nei Challenger e successo a Genova
Nel 2016 Janowicz crolla in classifica a causa di un lungo stop per problemi al ginocchio e a fine agosto è fuori dai primi 200. A settembre si risolleva vincendo il Genoa Open Challenger con il successo in finale su Nicolas Almagro per 7-6, 6-4. Successivamente scende di nuovo nel ranking e a fine anno è numero 280.

#### 2017-2019: terzo turno a Wimbledon, vittoria a Bergamo, operazioni al ginocchio e lunga convalescenza
A febbraio si impone agli Internazionali di Tennis di Bergamo sconfiggendo in finale Quentin Halys in due set. Viene eliminato al primo turno sia agli Australian Open, sia al Roland Garros. Al Torneo di Wimbledon elimina Denis Shapovalov e Lucas Pouille e viene sconfitto da Benoit Paire. A novembre si ritira al Challenger di Bratislava per nuovi problemi al ginocchio che lo costringeranno a sottoporsi a interventi chirurgici e a saltare interamente le stagioni 2018 e 2019.

#### 2020-2021: ritorno, finale a Pau, ultimo incontro in Coppa Davis e altro stop
Fa il suo ritorno nel circuito Challenger nel gennaio 2020 con il ranking protetto e a fine febbraio perde la finale al Challanger di Pau contro Ernests Gulbis in due set. A marzo torna a giocare in Coppa Davis dopo sei anni contro Hong Kong e sconfigge Yeung Pak Long. Sarà il suo ultimo match di Davis in carriera dopo averne giocati 32, tutti in singolare, e averne vinti 22. Non partecipa ad altri tornei nel 2020 e rientra a giocare nel dicembre 2021 per una sfida esibizione tra Polonia e Repubblica Ceca, in cui sconfigge Jiří Lehečka, ventenne numero 141 ATP, per 3–6, 6–3, [10–8].

#### 2022: il ritorno e gli ultimi tornei disputati
Torna alle competizioni nel marzo 2022 e viene eliminato al primo turno delle qualificazioni al Challenger di Lugano. Torna i campo a fine maggio ed esce al turno di esordio al Challenger di Poznań. Conquista il primo punto nel ranking vincendo al primo turno in un torneo ITF polacco, al quale seguono altre partecipazioni a tornei minori. Vince il primo match in un Challenger al Kozerki Open contro Thiago Seyboth Wild. A settembre si spinge per due volte fino ai quarti nei Challenger del Rafa Nadal Open e della Copa Sevilla. In quest'ultimo torneo vince l'ultimo match della stagione contro il nº 4 del tabellone Carlos Taberner e, scoraggiato dai continui infortuni e dai dolori che ne derivano, a settembre abbandona i campi da tennis dopo la sconfitta al primo turno del successivo Szczecin Open.

## Carriera nel padel
Durante una delle tante pause per infortunio, nel 2016 fa le sue prime esperienze nel padel, uno sport che mette meno a rischio il suo fisico. Riprende ad allenarsi nel novembre 2022 ad Alicante con locali giocatori professionisti e all'inizio del 2023 vince un torneo di doppio maschile a Tychy. A giugno prende parte ai III Giochi europei che si disputano a Cracovia e rappresenta la Polonia nei tornei di padel di doppio maschile e doppio misto.

## Statistiche

### Singolare

#### Finali perse (3)
| Legenda                   |
| Grande Slam (0)           |
| ATP World Tour Finals (0) |
| ATP Masters 1000 (1)      |
| ATP World Tour 500 (0)    |
| ATP World Tour 250 (2)    |

| N. | Data            | Torneo                            | Superficie  | Avversario in finale | Punteggio        |
| 1. | 4 novembre 2012 | Paris Masters, Parigi             | Cemento     | David Ferrer         | 4-6, 3-6         |
| 2. | 23 agosto 2014  | Winston-Salem Open, Winston-Salem | Cemento     | Lukáš Rosol          | 6-3, 6(3)–7, 5-7 |
| 3. | 8 febbraio 2015 | Open Sud de France, Montpellier   | Cemento (i) | Richard Gasquet      | 0-3, rit.        |

### Doppio

#### Finali perse (1)
| Legenda                   |
| Grande Slam (0)           |
| ATP World Tour Finals (0) |
| ATP Masters 1000 (1)      |
| ATP World Tour 500 (0)    |
| ATP World Tour 250 (0)    |

| N. | Data          | Torneo                   | Superficie | Compagno          | Avversari in finale  | Punteggio        |
| 1. | 16 marzo 2013 | Paris Open, Indian Wells | Cemento    | Treat Conrad Huey | Bob Bryan Mike Bryan | 3-6, 6-3, [6-10] |

### Tornei minori

#### Singolare

##### Vittorie (13)
| Legenda tornei minori |
| Challenger (6)        |
| Futures (7)           |

| N.  | Data              | Torneo                                       | Superficie    | Avversario in finale        | Punteggio           |
| 1.  | 16 marzo 2008     | Switzerland F3, Vaduz                        | Sintetico (i) | Andrea Stoppini             | 7–6(4), 6-4         |
| 2.  | 24 agosto 2008    | Poland F5, Olsztyn                           | Terra rossa   | Marcin Gawron               | 6-4, 6-2            |
| 3.  | 7 settembre 2008  | Poland F7, Breslavia                         | Terra rossa   | Marcin Gawron               | 7–6(3), 6-2         |
| 4.  | 18 maggio 2009    | Czech Republic F2, Most                      | Terra rossa   | Michal Tabara               | 6-4, 2-6, 7–6(3)    |
| 5.  | 29 febbraio 2010  | Azerbaijan F2, Baku                          | Cemento       | Mikhail Ledovskikh          | 6-4, 7–6(6)         |
| 6.  | 6 giugno 2010     | Poland F3, Koszalin                          | Terra rossa   | Adrián García               | 6(2)–7, 6-3, 6-3    |
| 7.  | 12 settembre 2010 | Trophée des Alpilles, Saint-Rémy-de-Provence | Cemento       | Édouard Roger-Vasselin      | 3–6, 7–6(8), 7–6(6) |
| 8.  | 17 ottobre 2010   | Belarus F3, Minsk                            | Cemento       | Aljaksandr Bury             | 7–6(6), 6-3         |
| 9.  | 14 maggio 2012    | Roma Open, Roma                              | Terra rossa   | Gilles Müller               | 7–6(3), 6-3         |
| 10. | 16 luglio 2012    | The Hague Open, Scheveningen                 | Terra rossa   | Matwé Middelkoop            | 6-2, 6-2            |
| 11. | 23 luglio 2012    | Poznań Open, Poznań                          | Terra rossa   | Jonathan Dasnières de Veigy | 6-3, 6-3            |
| 12. | 11 settembre 2016 | Genoa Open Challenger, Genova                | Terra rossa   | Nicolás Almagro             | 7–6(5), 6–4         |
| 13. | 26 febbraio 2017  | Internazionali di Bergamo, Bergamo           | Cemento       | Quentin Halys               | 6–4, 6–4            |

##### Finali perse (10)
| Legenda tornei minori |
| Challenger (6)        |
| Futures (4)           |

| N.  | Data             | Torneo                           | Superficie    | Avversario in finale | Punteggio           |
| 1.  | 11 maggio 2009   | Czech Republic F1, Teplice       | Terra rossa   | Michal Tabara        | 3-6, 2-6            |
| 2.  | 13 giugno 2010   | Poland F4, Gliwice               | Terra rossa   | Dušan Lojda          | 6(7)–7, 6(6)–7      |
| 3.  | 24 ottobre 2010  | Belarus F4, Minsk                | Cemento       | Sergej Betov         | 6-4, 6(6)–7, 6(3)–7 |
| 4.  | 22 novembre 2010 | ATP Salzburg Indoors, Salisburgo | Cemento (i)   | Conor Niland         | 6(5)–7, 7–6(2), 3-6 |
| 5.  | 24 luglio 2011   | Poznań Open, Poznań              | Terra rossa   | Rui Machado          | 3-6, 3-6            |
| 6.  | 29 gennaio 2012  | Great Britain F3, Wirral         | Cemento (i)   | Yannick Mertens      | 6(5)–7, 6-2, 2-6    |
| 7.  | 26 febbraio 2012 | Wolfsburg Challenger, Wolfsburg  | Sintetico (i) | Igor Sijsling        | 6-4, 3-6, 67        |
| 8.  | 4 ottobre 2015   | Open d'Orléans, Orléans          | Cemento       | Jan-Lennard Struff   | 7–5, 4–6, 3-6       |
| 9.  | 5 novembre 2017  | Challenger Eckental, Eckental    | Sintetico     | Maximilian Marterer  | 6(8)–7, 6–3, 3–6    |
| 10. | 1º marzo 2020    | Open Pau-Pyrénées, Pau           | Cemento       | Ernests Gulbis       | 3–6, 4–6            |

## Vittorie contro top 10
| Stagione | 2012 | 2013 | 2014 | Totale |
| Vittorie | 2    | 2    | 1    | 5      |

| Anno | N. | Avversario         | Rank | Torneo                        | Superficie  | Turno | Punteggio          |
| 2012 | 1. | Andy Murray        | 3    | Paris Masters, Parigi         | Cemento (i) | 3T    | 5–7, 7–6(4), 6–2   |
| 2012 | 2. | Janko Tipsarević   | 9    | Paris Masters, Parigi         | Cemento (i) | QF    | 3–6, 6–1, 4–1 rit. |
| 2013 | 3. | Jo-Wilfried Tsonga | 8    | Internazionali d'Italia, Roma | Terra rossa | 2T    | 6–4, 7–6(5)        |
| 2013 | 4. | Richard Gasquet    | 9    | Internazionali d'Italia, Roma | Terra rossa | 3T    | 3–6, 7–6(2), 6–4   |
| 2014 | 5. | Grigor Dimitrov    | 8    | Cincinnati Open, Cincinnati   | Cemento     | 2T    | 6–4, 3–6, 6–3      |